# Korak
Le korak est une langue papoue parlée en Papouasie-Nouvelle-Guinée, dans la province de Madang.

## Classification
Le korak forme avec le waskia la famille des langues kowanes, une des groupes des langues madang.

## Phonologie
Les  voyelles du korak sont :

### Voyelles
|         | Antérieure    | Postérieure   |
| ------- | ------------- | ------------- |
| Fermée  | i [i]         | u [u]         |
| Moyenne | e [e] eː [eː] | o [o]         |
| Ouverte |               | ɑ [ɑ] ɑː [ɑː] |

### Consonnes
Les consonnes du korak sont :
|              |              | Bilabiales | Alvéolaires | Dorsales | Dorsales |
| ------------ | ------------ | ---------- | ----------- | -------- | -------- |
| Palatales    | Vélaires     | Bilabiales | Alvéolaires |          |          |
| Occlusives   | Sourde       | p [p]      | t [t]       |          | k [k]    |
| Occlusives   | Sonore       | b [b]      | d [d]       |          | g [g]    |
| Fricative    | Sourde       | f [f]      | s [s]       |          |          |
| Fricative    | Sonore       | v [v]      |             |          |          |
| Nasale       | Nasale       | m [m]      | n [n]       |          | ŋ [ŋ]    |
| Latérale     | Latérale     |            | l [l]       |          |          |
| Roulée       | Roulée       |            | r [r]       |          |          |
| Semi-voyelle | Semi-voyelle | w [w]      |             | y [ j]   |          |

## Écriture
Le korak s'écrit avec l'alphabet latin.
| Caractère     | Caractère | Caractère | Caractère | Caractère | Caractère | Caractère | Caractère | Caractère | Caractère | Caractère | Caractère | Caractère | Caractère | Caractère | Caractère | Caractère | Caractère | Caractère | Caractère | Caractère | Caractère | Caractère |
| ------------- | --------- | --------- | --------- | --------- | --------- | --------- | --------- | --------- | --------- | --------- | --------- | --------- | --------- | --------- | --------- | --------- | --------- | --------- | --------- | --------- | --------- | --------- |
| a             | aa        | b         | d         | e         | ee        | f         | g         | i         | k         | l         | m         | n         | ng        | o         | p         | r         | s         | t         | u         | v         | w         | y         |
| Prononciation |           |           |           |           |           |           |           |           |           |           |           |           |           |           |           |           |           |           |           |           |           |           |
| ɑ             | ɑː        | b         | d         | e         | eː        | f         | g         | i         | k         | l         | m         | n         | ŋ         | o         | p         | r         | s         | t         | u         | v         | w         | j         |

## Sources
- (en) Anonyme, s. d., Amako Organized Phonological Data, manuscrit, Ukarumpa, SIL International.